# Amr Fahmy
Amr Mustapha Mourad Fahmy (arabisch عمرو فهمي, DMG ʿAmr Fahmī; 28. August 1983 – 23. Februar 2020) war ein ägyptischer Fußballfunktionär, der von 2017 bis 2019 den Posten des Generalsekretärs des Afrikanischen Fußballverbandes (CAF) innehatte.

## Leben
Amr Fahmy wurde in Kairo als Sohn von Mustapha Fahmy geboren, der von 1982 bis 2010 Generalsekretär des Afrikanischen Fußballverbandes war, bevor er in der FIFA Leiter der Abteilung Wettbewerbe wurde. Fahmys Großvater, Mourad, war Gründungsmitglied des Afrikanischen Fußballverbandes und diente dort von 1961 bis 1982 als Generalsekretär. Bevor er sein Amt bei der CAF antrat,  studierte Amr Fahmy in der Schweiz FIFA Master’s in Management, Law, and Humanities of Sports.
Er arbeitete bei der französischen Lagardère Sports and Entertainment als Leiter für das operative Geschäft in Afrika. Zuvor arbeitete Fahmy von 2007 bis 2015 in der Abteilung Wettbewerbe der CAF und war in dieser Funktion unter anderem Leiter des Afrika-Cup 2015 in Äquatorialguinea.

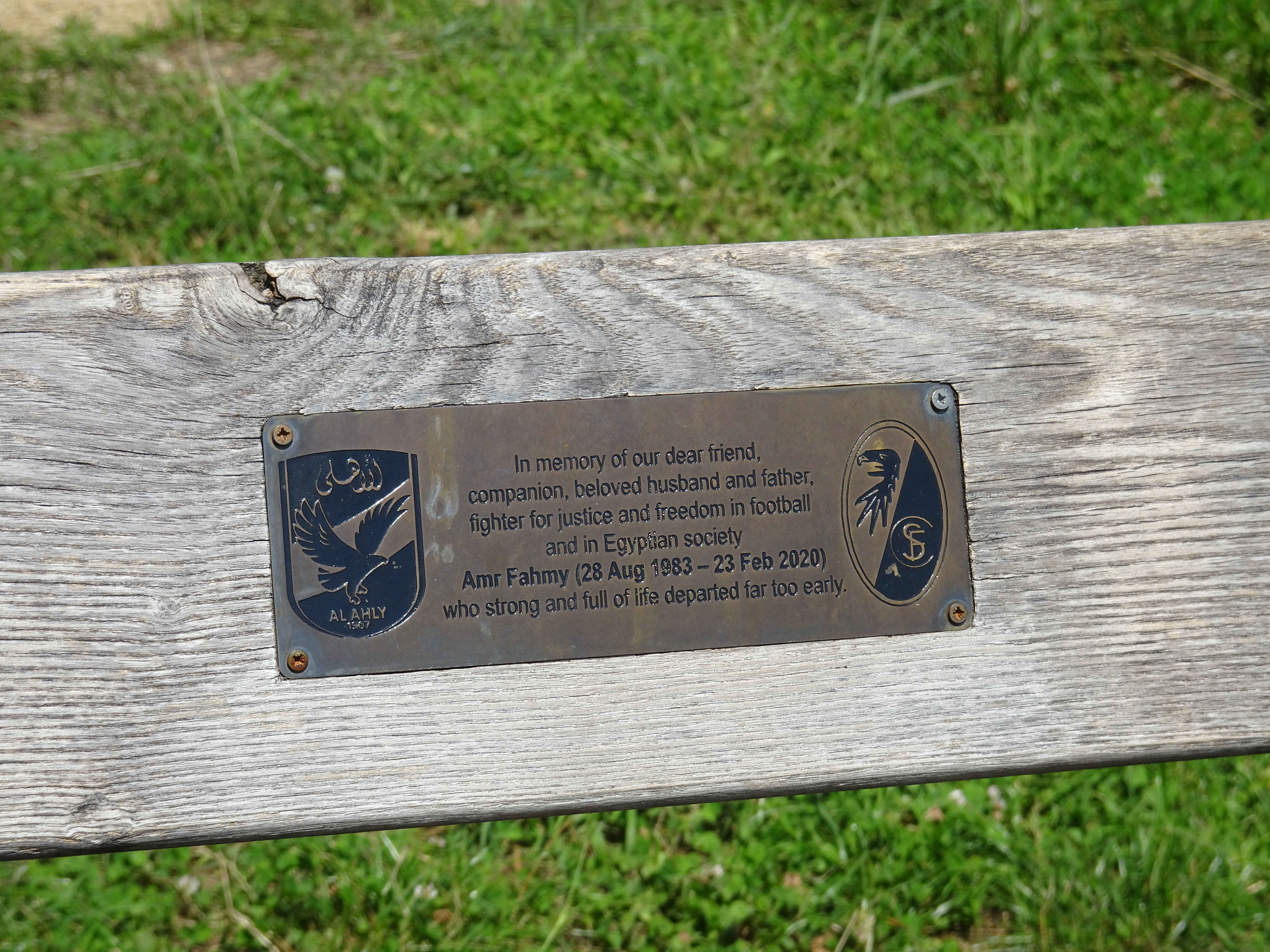
Inschrift der Gedächtnisbank für Amr Fahmy in Freiburg im Breisgau

Im März 2019 wurde Fahmy von der CAF entlassen, nachdem er den Präsidenten Ahmad Ahmad der Korruption beschuldigte (siehe Abschnitt CAF-Whistleblower). Am 3. Dezember 2019 kündigte Fahmy an, dass er bei den CAF-Präsidentschaftswahlen 2021 kandidieren werde.
Fahmy war bekannt als Gründer der Ultras Ahlawy, der größten Fangruppe des ägyptischen Fußballvereins Al Ahly SC. Er starb am 23. Februar 2020 im Alter von 36 Jahren aufgrund einer Krebserkrankung. Nach seinem Tod zeigten Mitglieder der Ultras Ahlawy Fahnen und Banner im Spiel der CAF Champions League gegen Sundowns. Die Fans von Roter Stern Belgrad und vom SC Freiburg, zu denen er eine besondere Beziehung pflegte, zollten Amr Fahmy auf Bannern ebenfalls ihren Respekt.

## CAF-Whistleblower
Im März 2019 sandte Fahmy Dokumente an die FIFA-Ethikkommission, in denen er den Präsidenten der CAF, Ahmad Ahmad, der Veruntreuung hunderttausender von US-Dollar, der Bestechung und der sexuellen Belästigung von CAF-Mitarbeiterinnen beschuldigte. Die Dokumente belegten, dass Ahmad Ahmad ihm befahl, je 20.000 Dollar Bestechungsgelder an die Präsidenten der afrikanischen Fußballverbände zu zahlen. In den Dokumenten beschuldigte er Ahmad Ahmad außerdem, weitere 830.000 Dollar veruntreut zu haben, indem er Ausrüstung bei einem französischen Zwischenunternehmen namens Tactical Steel zu überteuerten Preisen bestellte. Am 7. Juni 2019 wurde Ahmad Ahmad von den französischen Behörden festgenommen und im Zusammenhang mit Untersuchungen zum Vertrag der CAF mit Tactical Steel befragt. Er wurde einen Tag später wieder freigelassen.